# Дрори, Хася
Хася Дрори (ивр. חסיה דרורי‎; урождённая Черникова; по мужу Купферминц;  1899, Гомель, Могилёвская губерния — 3 июня 1976, Израиль)  — израильский политический и общественный деятель, депутат кнессета 1-го созыва от партии МАПАЙ.

## Биография
Родилась в 1899 году в Гомеле (Могилёвская губерния, ныне Белоруссия) в семье торговца пиломатериалами Зуся Черникова и его жены Симы, в семье было четверо детей. Была активистской молодежных сионистских движений Цеирей Цион и Гехалуц. Была членом Рабочего батальона имени Йосефа Трумпельдора. Училась в Одессе, где познакомилась с будущим мужем Авиезером Купферминцем.
В 1922 году репатриировалась в Подмандатную Палестину. В 1924 году была одной из основателей поселения Кфар Йехезкель.
В 1937 году была направлена рабочим движением в США.
В 1949 году избрана депутатом кнессета 1-го созыва была членом комиссии по услугам населению. После прекращения депутатских полномочий занималась абсорбцией новых репатриантов.
Умерла 3 июня 1976 года.